# Sierville
Sierville ist eine französische Gemeinde mit 1.105 Einwohnern (Stand: 1. Januar 2022) im Département Seine-Maritime in der Region Normandie. Sie gehört zum Arrondissement Rouen und zum Kanton Bois-Guillaume (bis 2015: Kanton Clères). Die Einwohner werden Siervillais genannt.

## Geographie
Sierville liegt etwa 16 Kilometer nordnordöstlich von Rouen. Umgeben wird Sierville von den Nachbargemeinden Butot im Norden, Le Bocasse im Osten und Nordosten, Clères im Osten, Anceaumeville im Süden und Südosten, Fresquiennes im Süden und Südwesten, Goupillières im Westen und Südwesten sowie Sainte-Austreberthe im Westen.
Durch die Gemeinde führt die Autoroute A151.

## Bevölkerungsentwicklung
| 1962                      | 1968 | 1975 | 1982 | 1990 | 1999 | 2006 | 2013 |
| ------------------------- | ---- | ---- | ---- | ---- | ---- | ---- | ---- |
| 503                       | 442  | 485  | 687  | 817  | 859  | 907  | 1001 |
| Quelle: Cassini und INSEE |      |      |      |      |      |      |      |

## Sehenswürdigkeiten
- Kirche Saint-Philibert, ursprünglich aus dem 11. Jahrhundert, heutiges Gebäude aus dem 15. Jahrhundert
- Schloss Bosc-Laurent aus dem 18. Jahrhundert